# Ephyrodes hypenoides
Ephyrodes hypenoides är en fjärilsart som beskrevs av Achille Guenée 1852. Ephyrodes hypenoides ingår i släktet Ephyrodes och familjen nattflyn. Inga underarter finns listade i Catalogue of Life.